# Robert Robitschek
Robert Robitschek   (Praga, 13 de desembre de 1874 - Ramsey, 1967) va ser un director d'orquestra, compositor i professor universitari txec-alemany.
Robert Robitschek va estudiar al Conservatori de Praga, amb Antonín Dvořák, amb la llicenciatura de director d'orquestra. Va actuar al Teatre Nacional de Praga i després el 1901-1902 a Rudolstadt. El 1902 es va traslladar a l'òpera de la Cort Reial de Berlín com a Kapellmeister. Fins al 1904, també va dirigir l'"Orquestra Berliner Tonkünstler" per recomanació de Richard Strauss.
El 1905 Robitschek es va convertir en membre del consell d'administració del "Conservatori Klindworth-Scharwenka" sota la direcció de Scharwenka. El 1907 va organitzar la construcció d'un edifici amb dues sales a la "Berliner Lützowstraße" per a concerts de professors del conservatori i d'altres músics. El 1923 la casa va ser presa pel compositor i editor Oskar Schwalm.
Després de la mort de Scharwenka el 1917, Robitschek es va convertir en l'únic director. Va ensenyar direcció i composició. Sota la seva direcció, l'edifici del Conservatori va ser substituït per un nou edifici, es va fundar una escola d'òpera i una orquestra estudiantil i es van contractar professors addicionals, com el pianista Conrad Ansorge, el violoncel·lista Oskar Schwalm i el compositor i director d'orquestra Emil Nikolaus von Reznicek. Els estudiants de Robitschek van incloure especialment Rodolfo Holzmann.
Després de la presa del poder de Hitler, Robitschek va ser acomiadat el 1937 per raó del seu descendència jueva, amb la qual va emigrar als Estats Units.
Com a compositor Robitschek va crear l'òpera Ahasver; una balada per a piano; diversos trios per a instruments d'arc; variacions simfòniques, per orquestra; obertura pel drama Esther, de Grillparzer; una Rapsòdia per a violoncel i orquestra; peces per a orquestra i de cambra i també cançons 